# Cordia panamensis
Cordia panamensis är en strävbladig växtart som beskrevs av Riley. Cordia panamensis ingår i släktet Cordia, och familjen strävbladiga växter. Inga underarter finns listade i Catalogue of Life.